# Xysticus palawanicus
Xysticus palawanicus is een spinnensoort uit de familie van de krabspinnen (Thomisidae).
De wetenschappelijke naam van de soort werd in 1995 gepubliceerd door Alberto Tomas Barrion en James Allen Litsinger.